# أندرو سكوت (مغني)
أندرو سكوت هو مغني وكاتب أغاني كندي، ولد في 27 سبتمبر 1979 في غراند براري في كندا.